# 洛克施泰特
洛克施泰特是德国石勒苏益格－荷尔斯泰因州的一个市镇。总面积7.32平方公里，总人口183人，其中男性94人，女性89人（2011年12月31日），人口密度25人/平方公里。